# Joaquín Romea
Joaquín Romea (Mar del Plata, Provincia de Buenos Aires, Argentina, 3 de marzo de 1993) es un futbolista argentino. Juega de delantero y su actual equipo es Villa San Carlos de la Primera B Metropolitana.

## Trayectoria
Joaquín Romea surgió de las inferiores del Club Atlético Independiente (Mar del Plata). En marzo de 2009 pasa a las inferiores del Club de Gimnasia y Esgrima La Plata, con edad de Séptima División. Durante el 2010 fue citado para conformar el plantel de la selección nacional sub-18 dirigida por Wálter Perazzo. El 3 de diciembre de 2010, debutó en la Primera División de Argentina, jugando para Gimnasia y Esgrima La Plata entrando desde el banco de suplentes en el segundo tiempo del partido contra Racing Club por el Torneo Apertura 2010.
En 2015 rescindió su contrato con Gimnasia para ir a jugar a Guillermo Brown de Puerto Madryn de la Segunda División de su país. Tras haber tenido un paso por el fútbol brasilero, especialmente en el Resende FC de la cuarta división, en 2016 el marplatense decidió regresar al país y jugar en Villa San Carlos.

## Clubes
| Club                   | País      | Año         |
| ---------------------- | --------- | ----------- |
| Gimnasia (LP)          | Argentina | 2010 - 2014 |
| Guillermo Brown        | Argentina | 2015        |
| Resende F. C.          | Brasil    | 2016        |
| C. A. Villa San Carlos | Argentina | 2016 - 2017 |
| Louhans-Cuiseaux F. C. | Francia   | 2017 - 2018 |
| Arona Calcio           | Italia    | 2018-2019   |
| Círculo Deportivo      | Argentina | 2019-2021   |
| C. A. Sansinena        | Argentina | 2021        |
| Almyros Gaziou         | Grecia    | 2021-2022   |